# Dou Jiaxing
Dou Jiaxing (chinesisch 窦加星; * 29. Februar 2000) ist eine chinesische Fußballspielerin.

## Karriere

### Vereine
Derzeit ist sie bei Jiangsu Yinhao aktiv.

### Nationalmannschaft
Mit der U20 nahm sie dann an der Weltmeisterschaft 2018 teil und kam hier bei drei Partien zum Einsatz.
Ihr Debüt bei der A-Nationalmannschaft hatte sie am 6. April 2023 bei einem 0:0-Freundschaftsspiel gegen die Schweiz. Dort stand sie direkt in der Startelf und verblieb bis zum Ende der Partie auf dem Feld. Ein paar Tage später sammelte sie ebenfalls noch einmal knapp 90 Minuten Spielzeit bei einer 0:3-Niederlage gegen Spanien.
Am 5. Juli 2023 wurde sie für den finalen Kader bei der Weltmeisterschaft 2023 nominiert.